# Peter Candid
Peter Candid (undertiden Pietro Candid eller Pieter de Witte) (født ca. 1548 i Brügge, død 1628 i München) var en flamsk maler og grafiker.
Siden 1568 levede han hos sin fader, bronzestøberen Elias de Witte i Florenz. Han var elev af Giorgio Vasari og arbejdede siden 1575 for Storhertugen af Toscana, Francisco I. Medici. Forbindelsen til Vasari gav ham mulighed til samarbejde ved udførelsen af Sala Regia i Vatikanet samt ved udførelsen af kuplen i Domkirken i Florenz.
1586 kaldtes han til hoffet i München af Hertug Wilhelm V  og levede siden med få afbrydelser til sin død i Bayern. Til Hertug Wilhelms efterfølger Maximilian 1. malede han mellem 1611 og 1619 flere af Residensens sale. I perioden i München udførtes også flere udkast af gobeliner til et tæppevæveri, som blev grundlagt i München 1604. Disse tegninger blev stukket i kobber af G. Amling og J. A. Zimmermann. Universitetsbiblioteket i Salzburg ejer stadig signerede blade heraf (P. Cand. pinxit).
Desuden blev der af Candid udført udkast til to portaler og en Madonna til Residensens facade samt til brønden i Residensens ydre gård med statue af Otto von Wittelsbach samt et gravmindesmærke af Kaiser Ludwig i Frauenkirche og Madonnaen på Mariensäule i München.
Peter Candid har endvidere malet talrige væg- og loftsmalerier i det gamle slot Schleissheim samt en række alterbilleder til kirker i München, Freising, Augsburg og andre sogne hvoraf Marias Himmelfart i Frauenkirche i München er det betydeligste.
I München-Giesing er en vigtig del af ringvejen opkaldt efter Candid. Derfor er navnet kendt af mange bilister, selvom de færreste ved hvem Candid var eller hvorfor han lige i München fik den ære at være fadder for en gade.
Peter Candid har malet et betydeligt nadverbillede, udbredt gennem stik af Jan Sadeler, jf. artiklen Nadverbilledet i Haderslev Domkirke.